# 포르투갈 인판타 마리아 아나 (1843년)
포르투갈 인판타 마리아 아나(Infanta Maria Ana of Portugal, 1843년 8월 21일 ~ 1884년 2월 5일)는 포르투갈의 인판타 출신 작센 왕국의 왕족이다.

## 생애
1843년 8월 21일에 포르투갈의 마리아 2세 여왕과 그의 남편인 페르난두 2세의 차녀로 태어났다. 그의 언니인 마리아가 1840년에 태어나자마자 사망했기 때문에 사실상 장녀에 해당한다. 1853년에 자신의 어머니였던 마리아 2세가 사망했고 1858년에는 오빠인 페드루 5세가 슈테파니 폰 호엔촐레른지크마링겐와 결혼하면서 마리아 아나도 결혼 준비를 했다.
1859년 5월 11일에 작센 왕국의 베틴 가문 출신 왕족인 게오르크 왕자와 결혼하였다. 남편인 게오르크는 1902년에 작센 왕국의 국왕으로 즉위했지만 마리아 아나는 작센의 왕비로 즉위하기 이전인 1884년 2월 5일에 사망하였다.

## 자녀
게오르크와의 사이에서 4남 4녀를 낳았다. 
| 사진 | 이름                      | 생일             | 사망                   | 기타 |
| ---- | ------------------------- | ---------------- | ---------------------- | --- |
|      | 마리                      | 1860년 6월 19일  | 1861년 3월 2일(0세)    | 요절 |
|      | 엘리자베트                | 1862년 2월 14일  | 1863년 5월 18일(1세)   | 요절 |
|      | 마틸데                    | 1863년 3월 19일  | 1933년 3월 27일(70세)  | 미혼 |
|      | 프리드리히 아우구스트 3세 | 1865년 5월 25일  | 1932년 2월 18일(99세)  | 후임 작센 왕국 국왕. 루이제 디 토스카나와 결혼, 3남 4녀                                                 |
|      | 마리아 요제파             | 1867년 5월 31일  | 1944년 5월 28일(76세)  | 오토 프란츠 폰 외스터라이히 대공과 결혼, 2남                                                            |
|      | 요한 게오르크             | 1869년 7월 10일  | 1938년 11월 24일(69세) | 뷔르템제르크의 마리아 이사벨라와 결혼, 자녀 없음 부르봉양시칠리아의 마리아 이마쿨라타와 재혼, 자녀 없음 |
|      | 막시밀리안                | 1870년 11월 17일 | 1951년 1월 12일(80세)  | 가톨릭 사제, 미혼.                                                                                      |
|      | 알브레히트                | 1875년 2월 25일  | 1900년 9월 16일(25세)  | 미혼.                                                                                                   |

## 사진

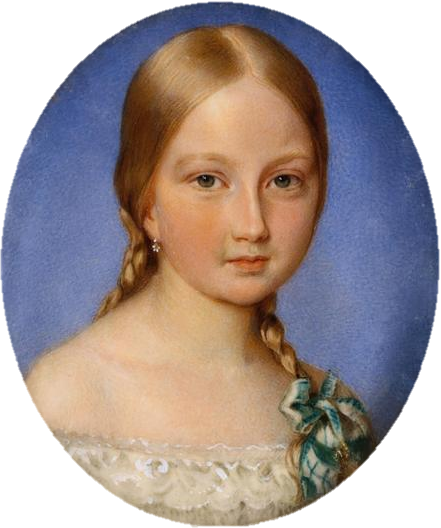
1853년 10살일 때 마리아 아나
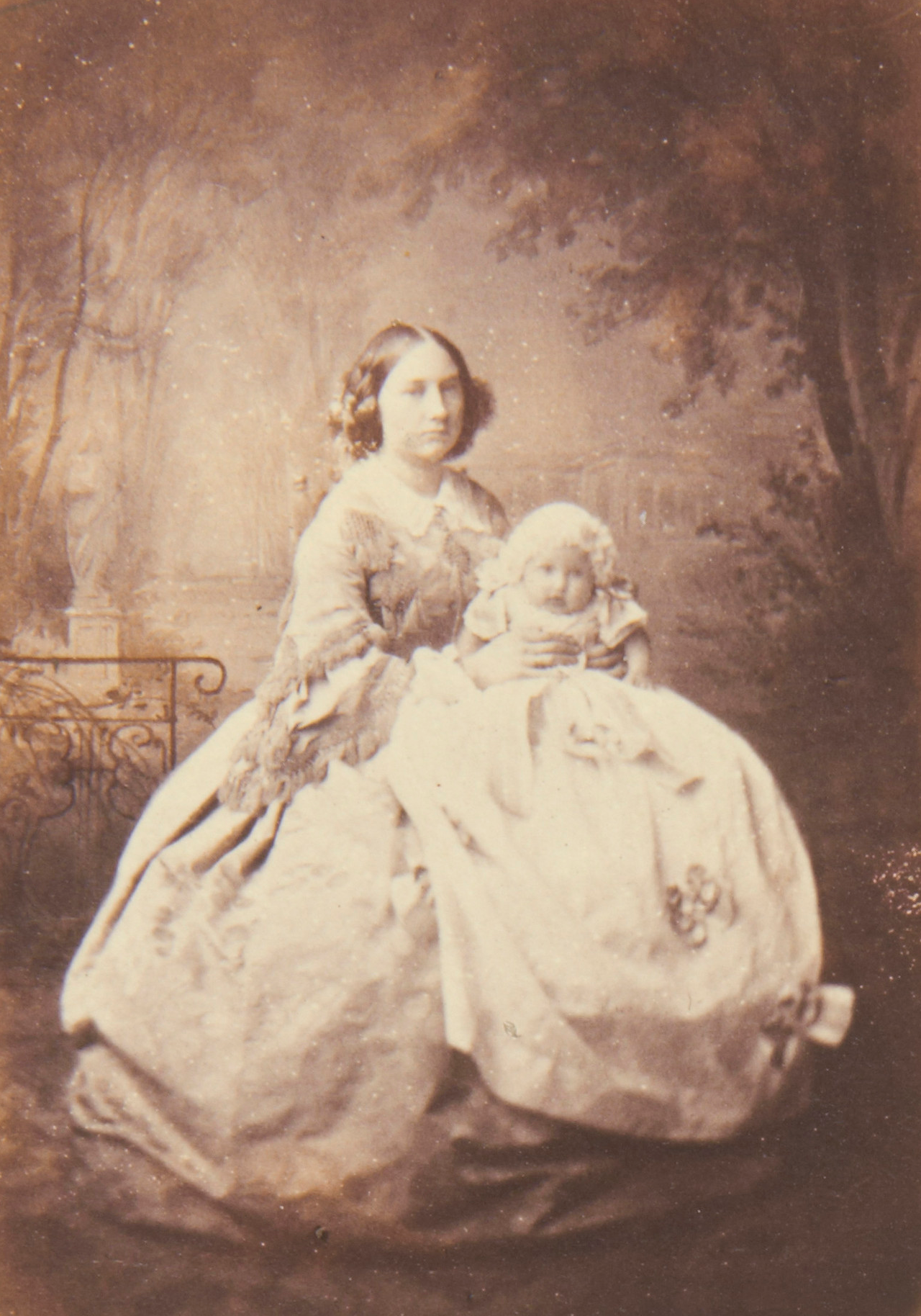
1860년 마리아 아나가 첫 딸 마리를 들고 있는 모습